# Olushandja-Damm
Der Olushandja-Damm (englisch Olushandja Dam; auch Etaka-Damm, englisch Etaka Dam) ist ein Staudamm in Namibia, rund 30 Kilometer östlich von Ruacana und 120 Kilometer nordwestlich von Oshakati.

## Beschreibung
Der Olushandja-Stausee wird mit Wasser aus dem Kunene gespeist und hat ein Fassungsvermögen von rund 42,3 Millionen Kubikmeter. Er ist mit einer Oberflächenausdehnung von 29 Quadratkilometer der größte Namibias. Sein Wasser gibt er an den Calueque-Oshakati-Kanal und an den Etaka-Kanal ab. Den natürlichen Abfluss bildet der Etaka, in dessen Tal der gleichnamige Kanal angelegt ist.

## Funktion
Der Olushandja-Damm wurde 1990 als Gewichtsstaumauer fertiggestellt und ist in das Cunene-Projekt zur Wasserversorgung Nordzentralnamibias aufgrund seiner Wasserzuführung aus dem in Angola gelegenen Calueque-Damms eingebunden. Zusätzlich besitzt er die Funktion eines Ausgleichsbeckens innerhalb des seit den 1950er Jahren hier ausgebauten Kanalsystems.